# Harini Amarasuriya

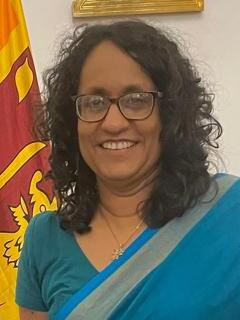
Harini Amarasuriya (2024)

Harini Amarasuriya (singhalesisch හරිනි අමරසූරිය; geboren am 6. März 1970 in Galle) ist eine sri-lankische Wissenschaftlerin, Aktivistin und Politikerin, die seit dem 24. September 2024 als Premierministerin von Sri Lanka im  Kabinett Dissanayake amtiert. Sie ist die dritte Frau, die dieses Amt innehat. Sie gehört der National People’s Power (NPP) an.

## Frühes Leben und Ausbildung
Harini Amarasuriya wurde als jüngstes von drei Kindern 1970 in Galle an der Südwestküste Sri Lankas geboren. Ihr Vater war dort Teepflanzer in einem staatlichen Teeanbaugebiet. Später zog die Familie nach Colombo um, wo sie das Bishop's College, eine anglikanische Mädchenschule besuchte, und außerdem während ihrer Schulzeit ein Jahr als Austauschschülerin in den USA verbrachte. Nach einem erneuten Ausbruch von Gewalt in den Jahren 1988–89 war sie gezwungen, ihr Studium in Sri Lanka abzubrechen. Dies führte sie nach Indien: 1994 schloss sie ihr Studium der Soziologie am Hindu College der Universität Delhi mit Auszeichnung ab. Es folgte ein Masterstudium in angewandter Anthropologie an der Macquarie University und der Doktortitel in Sozialanthropologie von der University of Edinburgh.

## Karriere

### Berufliche Karriere
Amarasuriya veröffentlichte Bücher und forschte zu den Themen Jugend, Politik, Dissens, Aktivismus, Gender, Entwicklung, Beziehungen zwischen Staat und Gesellschaft, Kinderschutz, Globalisierung und Entwicklung. Nachdem sie mehrere Jahre als Kinderschutz- und psychosoziale Fachkraft gearbeitet hatte, wurde sie an der Open University of Sri Lanka Dozentin für Soziologie. Sie war auch Aktivistin, wurde Mitglied der Federation of University Teachers' Association und beteiligte sich an Protesten für freie Bildung.

### Politische Karriere
Amarasuriya schloss sich 2019 der National Intellectuals Organization an und setzte sich bei den Präsidentschaftswahlen 2019 in Sri Lanka für den NPP-Kandidaten Anura Kumara Dissanayake ein. Am 12. August 2020 wurde sie von der JJB als Kandidatin der nationalen Liste für das 16. Parlament von Sri Lanka nach den Parlamentswahlen 2020 nominiert und als eine von drei NPP-Kandidaten gewählt. Sie bekleidete das Amt der Abgeordneten vier Jahre.

### Premierministerin
Am 24. September 2024 wurde Amarasuriya von Präsident Anura Kumara Dissanayake als sechzehnte Premierministerin Sri Lankas vereidigt. Sie ist die erste Premierministerin ihrer Partei und die dritte Frau in diesem Amt nach Sirimavo Bandaranaike und Chandrika Kumaratunga.
Neben ihrem Amt als Premierministerin wurde sie gleichzeitig zur Interimsministerin für Justiz, Gesundheit, Frauen sowie Handel und Industrie ernannt, bis am 14. November 2024 Parlamentswahlen stattfanden. Nach den Parlamentswahlen blieb sie  Premierministerin und wurde gleichzeitig Ministerin für Bildung.